# Dregeochloa calviniensis
Dregeochloa calviniensis är en gräsart som beskrevs av Hans Joachim Conert. Dregeochloa calviniensis ingår i släktet Dregeochloa och familjen gräs. Inga underarter finns listade i Catalogue of Life.